# 烏馬利拉山脈
09°18′43″S 33°26′42″E / 9.31194°S 33.44500°E
烏馬利拉山脈是坦桑尼亞的山脈，位於該國南部與馬拉維接壤的邊境，處於馬拉維湖西北面，屬於東部弧形山脈的一部分，受熱帶山地氣候影響。